# Cerkiew Mądrości Bożej w Moskwie
Cerkiew Mądrości Bożej – prawosławna cerkiew w Moskwie, w dekanacie moskworieckim eparchii moskiewskiej miejskiej Rosyjskiego Kościoła Prawosławnego.

## Historia
Pierwsza wzmianka o cerkwi Mądrości Bożej pochodzi z latopisu z 1493. Wynika z niej, że pożar Moskwy w 1493 zniszczył m.in. tę świątynię. W 1682 na jej miejscu powstała nowa świątynia murowana. Inicjatorami jej powstania byli pracownicy carskich ogrodów urządzonych w tej okolicy po 1495. W pożarze Moskwy w 1812 świątynia nie poniosła większych strat, wskazano jedynie, iż częściowo zawalił się na niej dach, skradziono jeden z antyminsów i część szat liturgicznych. W grudniu 1812 cerkiew rozbudowano o drugi ołtarz, którego patronem został św. Andrzej.
W 1862 z inicjatywy proboszcza miejscowej parafii, protoprezbitera Aleksandra Nieczajewa, przystąpiono do rozbudowy świątyni. Jej pierwszym etapem było wzniesienie dzwonnicy, wysuniętej przed elewację cerkwi. W jej wnętrzu znalazła się druga świątynia pod wezwaniem ikony Matki Bożej „Poszukiwanie Zaginionych”. Miała być ona użytkowana liturgicznie wtedy, gdy wiosenne wylewy rzeki uniemożliwiały korzystanie z głównej cerkwi. Budowa dzwonnicy, zaprojektowanej przez Nikołaja Kozłowskiego, trwała sześć lat. Dalsze plany proboszcza, który zamierzał znacząco powiększyć cerkiew, przebudować ją w stylu bizantyjsko-rosyjskim i uczynić z niej jedną z najważniejszych świątyń w mieście (symbolicznie przypominającą o konstantynopolitańskiej świątyni Mądrości Bożej), nie mogły być zrealizowane z powodu braku przestrzeni pod budowę obszernego obiektu sakralnego. 
W 1908 cerkiew poniosła poważne straty podczas powodzi. Uległy zniszczeniu ikonostasy i szaty przechowywane w zakrystii. W kolejnych latach budynek gruntownie wyremontowano.
W 1922 cenne wyposażenie obiektu zostało skonfiskowane przez władze radzieckie w ramach kampanii konfiskaty kosztowności cerkiewnych. Świątynia była czynna jeszcze przez dziesięć lat. Od 1924 do 1925 była remontowana, wtedy też wstawiono do niej ikonostas z jednej z zamykanych cerkwi w Moskwie. W 1932 została zamknięta. Przechowywana w niej kopia Włodzimierskiej Ikony Matki Bożej z 1697 została przeniesiona do Galerii Trietiakowskiej. Również pozostała część wyposażenia obiektu podległa konfiskacie, jego dalsze losy nie są znane. W budynku zlikwidowanej cerkwi powstał klub robotniczy. Istniał on do 1940, kiedy obiekt zaadaptowano na dom mieszkalny oraz laboratorium termomechaniczne. Dzwonnica od 1960 do 1980 należała do zakładów „Sojuzpodwodgazstroj”.
W latach 60. XX wieku cerkiew, która była już wtedy w poważnym stanie technicznym, została uznana za zabytek. W latach 70. była remontowana.
Budynek zniszczonej cerkwi został zwrócony Rosyjskiemu Kościołowi Prawosławnemu w 1992. W grudniu 1994 wznowiono nabożeństwa w cerkwi ikony Matki Bożej „Poszukiwanie Zaginionych”. Renowacja cerkwi Mądrości Bożej trwała kolejne dziesięć lat.

## Związani z cerkwią
W XVII w. kazania w cerkwi głosił jeden z przywódców ruchu staroobrzędowego, protopop Awwakum Pietrow, w rezultacie czego wielu wiernych zaprzestało uczęszczania do świątyni i uczestnictwa w zreformowanych obrzędach.
W latach 1922–1926 w cerkwi służył żyjący przymusowo w Moskwie metropolita uralski Tichon, od 1923 członek Świętego Synodu Kościoła i bliski współpracownik patriarchy moskiewskiego i całej Rusi Tichona. Został on również pochowany w świątyni.